# جام راه ابریشم ۲۰۲۶
جام راه ابریشم ۲۰۲۶ اولین دوره مسابقات برتر فوتبال باشگاهی آسیای مرکزی است که توسط فدراسیون فوتبال آسیای مرکزی (کافا) برگزار می‌شود. این اولین دوره مسابقات باشگاهی خواهد بود که توسط فدراسیون منطقه‌ای از زمان تأسیس آن در سال ۲۰۱۵ برگزار می‌شود. در ۹ مارس ۲۰۲۵، اعلام شد که مسابقات به دلیل حمایت مالی ناکافی، با امکان تغییر زمان برای سال ۲۰۲۶ به تعویق افتاده است.

## سهمیه کشورها
تخصیص جایگاه برای مسابقات بر اساس عملکرد باشگاه برتر هر فدراسیون در مسابقات بین‌المللی آسیایی است. ایران و ازبکستان، که باشگاه‌های برترشان مستقیماً به مسابقات لیگ نخبگان آسیا ۲۶–۲۰۲۵ و لیگ قهرمانان آسیا ۲ ۲۶–۲۰۲۵ راه یافته بودند، هر کدام یک سهمیه دریافت کردند. در همین حال، چهار فدراسیون باقی مانده هر کدام دو سهمیه دریافت کردند.
| فدراسیون                  | سهمیه       | سهمیه         |
| فدراسیون                  | مرحله گروهی | مرحله مقدماتی |
| ------------------------- | ----------- | ------------- |
| ایران                     | ۱           | ۰             |
| ازبکستان                  | ۱           | ۰             |
| ترکمنستان                 | ۱           | ۱             |
| تاجیکستان                 | ۱           | ۱             |
| قرقیزستان                 | ۱           | ۱             |
| افغانستان                 | ۱           | ۱             |
| فدراسیون‌های شرکت کننده: ۶ | ۶           | ۴             |
| فدراسیون‌های شرکت کننده: ۶ | ۱۰          |               |

## تیم‌ها
برترین تیم‌های جام یا لیگ داخلی از کشورهای عضو کافا که شرایط حضور در در مسابقات آسیایی را کسب نمی‌کنند در این مسابقات حاضر می‌شوند.
تا به حال، فدراسیون‌های زیر به‌طور عمومی تیم‌های نماینده خود را تأیید کرده‌اند.
| تیم | فدراسیون  | نحوه شرکت                                  | حضور  |
| --- | --------- | ------------------------------------------ | ----- |
|     | افغانستان | نایب قهرمان لیگ قهرمانان افغانستان ۰۵–۱۴۰۴ | اولین |
|     | ایران     | رتبه سوم لیگ برتر فوتبال ایران ۰۵–۱۴۰۴     | اولین |
|     | قرقیزستان | نایب قهرمان لیگ برتر قرقیزستان ۲۰۲۵        | اولین |
|     | تاجیکستان | رتبه سوم لیگ عالی تاجیکستان ۲۰۲۵           | اولین |
|     | ترکمنستان | رتبه سوم لیگ عالی ترکمنستان ۲۰۲۵           | اولین |
|     | ازبکستان  | رتبه سوم سوپر لیگ ازبکستان ۲۰۲۵            | اولین |

| تیم | فدراسیون  | نحوه شرکت                               | حضور  |
| --- | --------- | --------------------------------------- | ----- |
|     | افغانستان | رتبه سوم لیگ قهرمانان افغانستان ۰۵–۱۴۰۴ | اولین |
|     | قرقیزستان | رتبه سوم لیگ برتر قرقیزستان ۲۰۲۵        | اولین |
|     | تاجیکستان | رتبه چهارم لیگ عالی تاجیکستان ۲۰۲۵      | اولین |
|     | ترکمنستان | رتبه چهارم لیگ عالی ترکمنستان ۲۰۲۵      | اولین |

## مرحله مقدماتی
چهار تیم از چهار فدراسیون عضو برای دو سهمیه از هشت سهمیه در مسابقات رقابت خواهند کرد. دور مقدماتی قرار است در اواخر مارس ۲۰۲۵ برگزار شود.

## مرحله گروهی
در مسابقات اصلی، هشت باشگاه شرکت کننده در دو گروه چهار تیمی تقسیم می‌شوند. دو تیم برتر هر گروه به مرحله نیمه نهایی راه خواهند یافت.